# 打太刀
打太刀（うちたち）とは、武術（特に剣術）、武道（特に剣道）において用いられる用語の一つ。形稽古（組太刀）を行う際に仕太刀に倒される（技を受ける）役の人物を意味する。
日本剣道形では単に倒されるだけでなく、常に一瞬早く動き仕太刀の動作を引き出してやる師匠役でもある。打太刀は「師の位」、仕太刀は「弟子の位」とされ、上級者が打太刀、下級者が仕太刀をとる。また、全て避けられることになっているとは言え打太刀からも技を打つ。